# Isoetes azorica
Isoetes azorica Durieu ex Milde é um feto herbáceo pertencente à família Isoetaceae, endémico no arquipélago dos Açores. A espécie é protegida pela Convenção de Berna e pela Diretiva Habitats..

## Descrição
Feto aquático, com morfologia semelhante à das gramíneas. Os caules são curtos, com folhas em roseta basal.
As folhas são longas e estreitas, podendo crescer até 40 cm de comprimento. A lígula é comprida perto da base espatulada da folha. 
Os esporângios são solitários, situados na base das folhas.

## Habitate distribuição
É uma espécie de ocorrência rara, presente em pequenas lagoas oligotróficas, em geral acima dos 500 m de altitude, sendo mais frequente no interior de crateras. Aparece em povoamentos densos desde a margem das lagoas até aos 3 metros de profundidade. 
Endemismo açoriano, está presente nas ilhas Terceira, São Jorge, Pico, Faial, Flores e Corvo.